# Mańczyce (Białoruś)
Mańczyce (biał. Манчыцы; ros. Манчицы) – wieś na Białorusi, w obwodzie grodzieńskim, w rejonie świsłockim, w sielsowiecie Werdomicze.
W dwudziestoleciu międzywojennym leżały w Polsce, w województwie białostockim, w powiecie wołkowyskim, w gminie Świsłocz.